# Jamini Roy
Jamini Roy (ur. 11 kwietnia 1887 w Baliatore, zm. 24 kwietnia 1972 w Kalkucie) – indyjski malarz.

## Życiorys
We wczesnym okresie twórczości malował głównie portrety. Później (od ok. 1921) w jego malarstwie dominowały motywy zaczerpnięte ze sztuki ludowej Orisy i Bengalu.
Jest uznawany za jednego z najwybitniejszych artystów indyjskich XX wieku.

## Ordery
- Order Padma Bhushan (1955)